# عیسی مؤمنی
عیسی مومنی (زادهٔ ۱۱ دی ۱۳۴۶ در کردکوی) کشتی‌گیر آزادکار پیشین اهل ایران است.
وی فرزند علی‌محمد مومنی عضو تیم کشتی ایران در المپیک ۱۹۶۸ می‌باشد.

## فعالیت حرفه‌ای
عیسی مومنی فعالیت کشتی را از ۱۶ سالگی همراه برادر خود موسی آغاز کرد.
وی در جام جهانی ۱۹۹۴ در ادمونتون، که نخستین حضورش در ترکیب تیم ایران بود با این تیم نایب قهرمان جام جهانی شد. مومنی در این رقابت‌ها دیو شولتز، قهرمان جهان و المپیک را ۹ بر ۱ شکست داد و شگفتی ساز مسابقات شد.
وی سپس یک نشان طلا در سال ۱۹۹۵ و یک برنز در سال ۱۹۹۶ در رقابت‌های قهرمانی آسیا کسب کرد.
عیسی مومنی در رقابت‌های المپیک تابستانی آتلانتا ۱۹۹۶ در وزن ۷۴ کیلوگرم آزاد مردان شرکت کرد که عملکرد ضعیفی داشت. وی در دور نخست ۸ بر صفر مغلوب بووایسار سایتیف از روسیه شد، در دور دوم لازاروس لویزیدیس از یونان را ۶ بر صفر شکست داد و در سومین مبارزه‌اش به آلبرتو رودریگوئز از کوبا ۴ بر ۱ باخت و حذف شد.
وی در پیشینهٔ کاری خود مسئولیت ریاست کشتی با کمربند ایران، عضویت در کمیسیون کشتی ساحلی اتحادیه جهانی و ریاست بخش کشتی سنتی و ساحلی ایران را دارد.پس از برکناری وی علی بازیار رئیس کمیسیون کشتی های سنتی و ساحلی فدراسیون کشتی شد